# На Стінадлех
«AGC Арена На Стінадлех» (чеськ. AGC Aréna Na Stínadlech) — футбольний стадіон у Теплицях, Чехія, домашня арена ФК «Теплиці».
Стадіон побудований та відкритий 9 квітня 1973 року. У 1996 році реконструйований. Потужність становить 18 221 глядач.
Арена вважається фартовою для збірної Чехії з футболу, оскільки з 18 зіграних тут матчів команда 17 виграла і один зіграла внічию.